# 1926 год в авиации
Список событий в авиации в 1926 году.

## События
- 14 марта — первый полёт П-1, учебного самолёта конструкции Николая Поликарпова.[1]
- 17 апреля — первый полёт прототипа британского разведчика, лёгкого бомбардировщика и торпедоносца Blackburn Ripon.
- 1 ноября — французские лётчики открыли во Французском Индокитае авиалинию Кратьэх (Камбоджа) — Саваннакхет (Лаос) протяжённостью в 540 километров. Линия с еженедельными рейсами действовала ежегодно в сухой сезон с 1 ноября по 30 июня с промежуточным посадками в Стынгтраенге и Паксе[2].

### Рекорды, перелёты
- 27 июля по 9 августа — перелёт по маршруту Москва — Харьков — Ростов-на-Дону — Севастополь — Киев — Москва протяжённостью 3000 км. Пилот В. О. Писаренко, лётчик-наблюдатель Б. В. Стерлигов.

## Персоны

### Родились
- 27 сентября — Васильченко, Константин Константинович, авиаконструктор, Герой Социалистического Труда (2 февраля 1982), лауреат Ленинской премии (1962), доктор технических наук (1986), профессор.

### Скончались
- 8 июня — во время испытания самолёта собственной конструкции на аэродроме в г. Каунас, погиб Юрий Добкевич (лит. Jurgis Dobkevičius), литовский авиаконструктор, инженер, военный лётчик.[3]
- 27 сентября — во время испытания самолёта собственной конструкции на аэродроме в г. Нови-Сад, погиб Александр Александрович Кованько русский пилот, конструктор аэропланов, пионер и энтузиаст развития авиации в России.